# Agrarhandel
Der Agrarhandel ist ein Teilbereich des Handels und umfasst den Kauf und Verkauf von landwirtschaftlichen Produkten und Rohstoffen, wie Getreide und Ölsaaten, verarbeitete Produkte der Ernährungsindustrie wie Käse oder Wurstwaren und für die Landwirtschaft notwendige Betriebsmittel. Dazu gehören beispielsweise Saatgut, Düngemittel, Futtermittel oder auch Landtechnik. Der Agrarhandel gleicht Ungleichgewichte aus, die räumlich, zeitlich, qualitativ und quantitativ zwischen der Produktion landwirtschaftlicher Erzeugnisse und deren Verarbeitung bzw. Konsum auftreten. Er ist Bestandteil des Agribusiness.
Agrarhandel ist Teil des EU-Binnen- bzw. Intrahandel und des internationalen Warenverkehrs bzw. Außenhandels. 

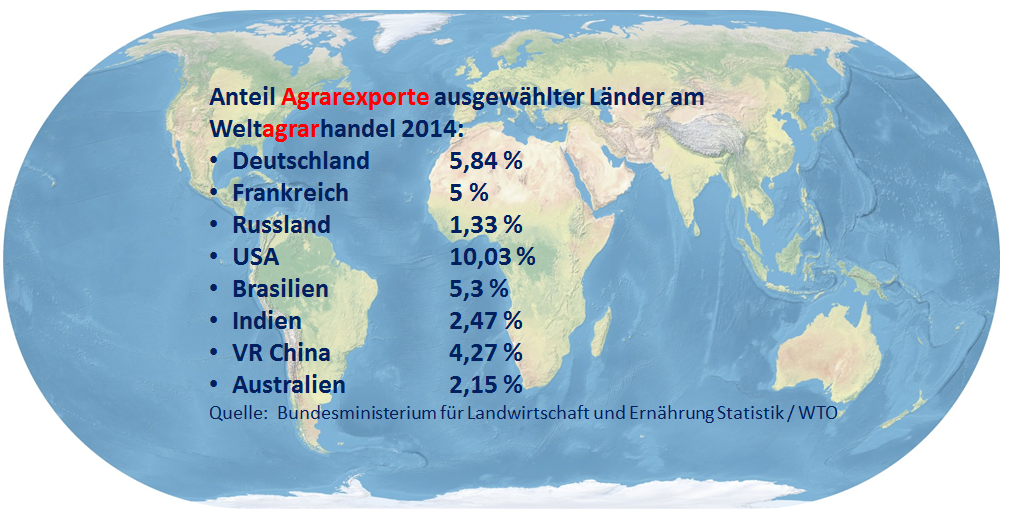
Anteil Agrarexporte ausgewählter Länder am weltweiten Agrarhandel – 2014

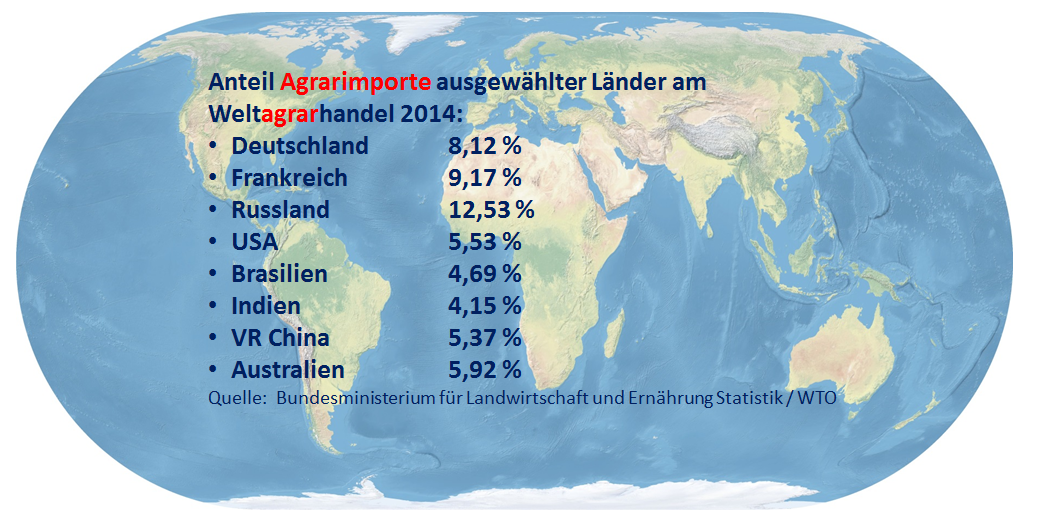
Anteil Agrarimporte ausgewählter Länder am weltweiten Agrarhandel – 2014

## Bedeutung und Funktionen
Die Land-, Forstwirtschaft und Fischerei in Deutschland im Jahr 2017 einen Produktionswert von insgesamt 60,09 Mrd. Euro und liegt damit höher als das gesamte deutsche Textil-, Bekleidungs- und Schuhgewerbe mit 22,9 Mrd. Euro, das Papiergewerbe mit 38,3 Mrd. Euro oder die pharmazeutischen Industrie mit 49,5 Mrd. Euro.
Agrarhandelsprodukte sowohl im EU-Binnenhandel als auch weltweit sind u. a.:

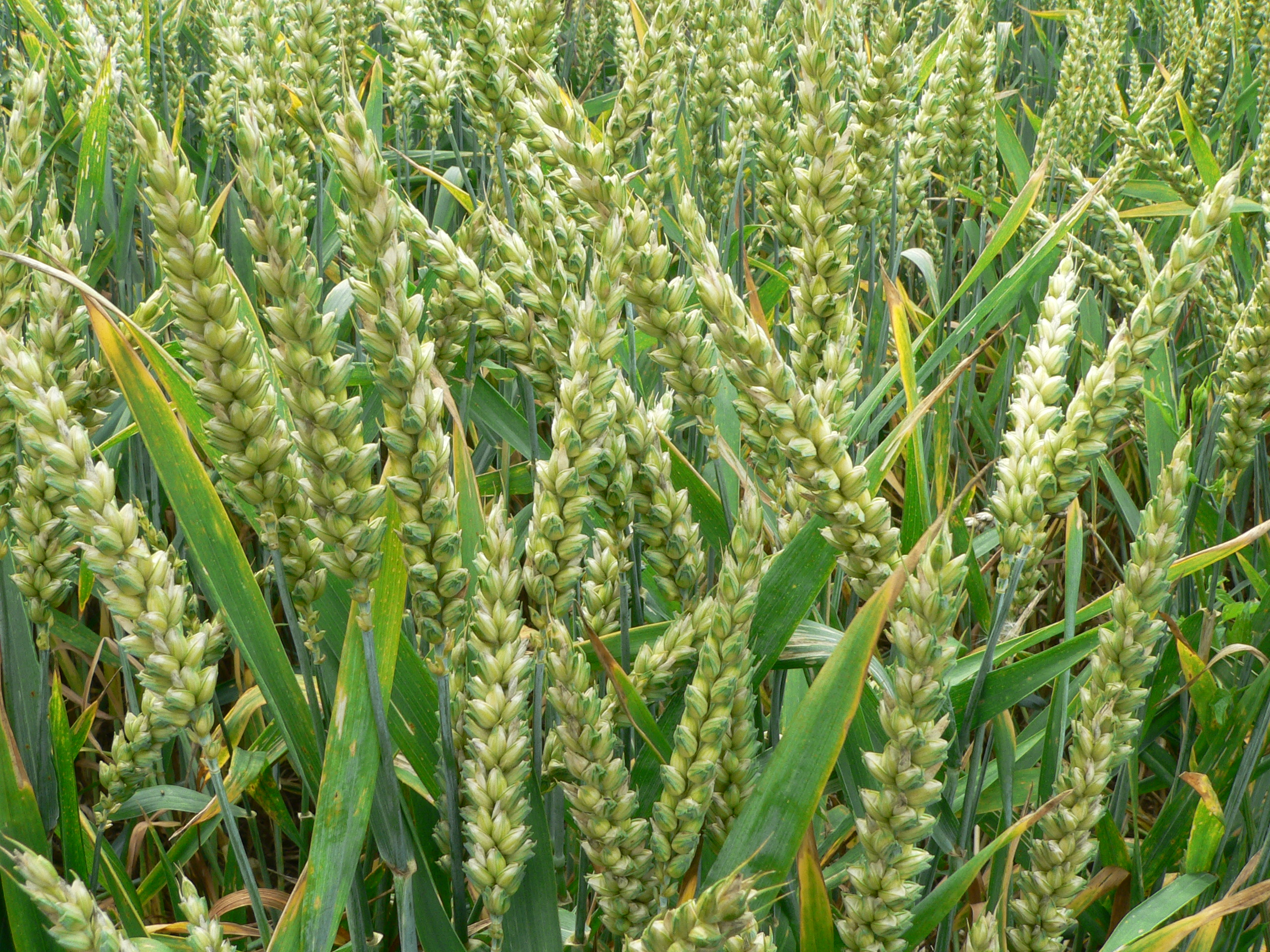
Weizen ist ein wichtiges Handelsgut
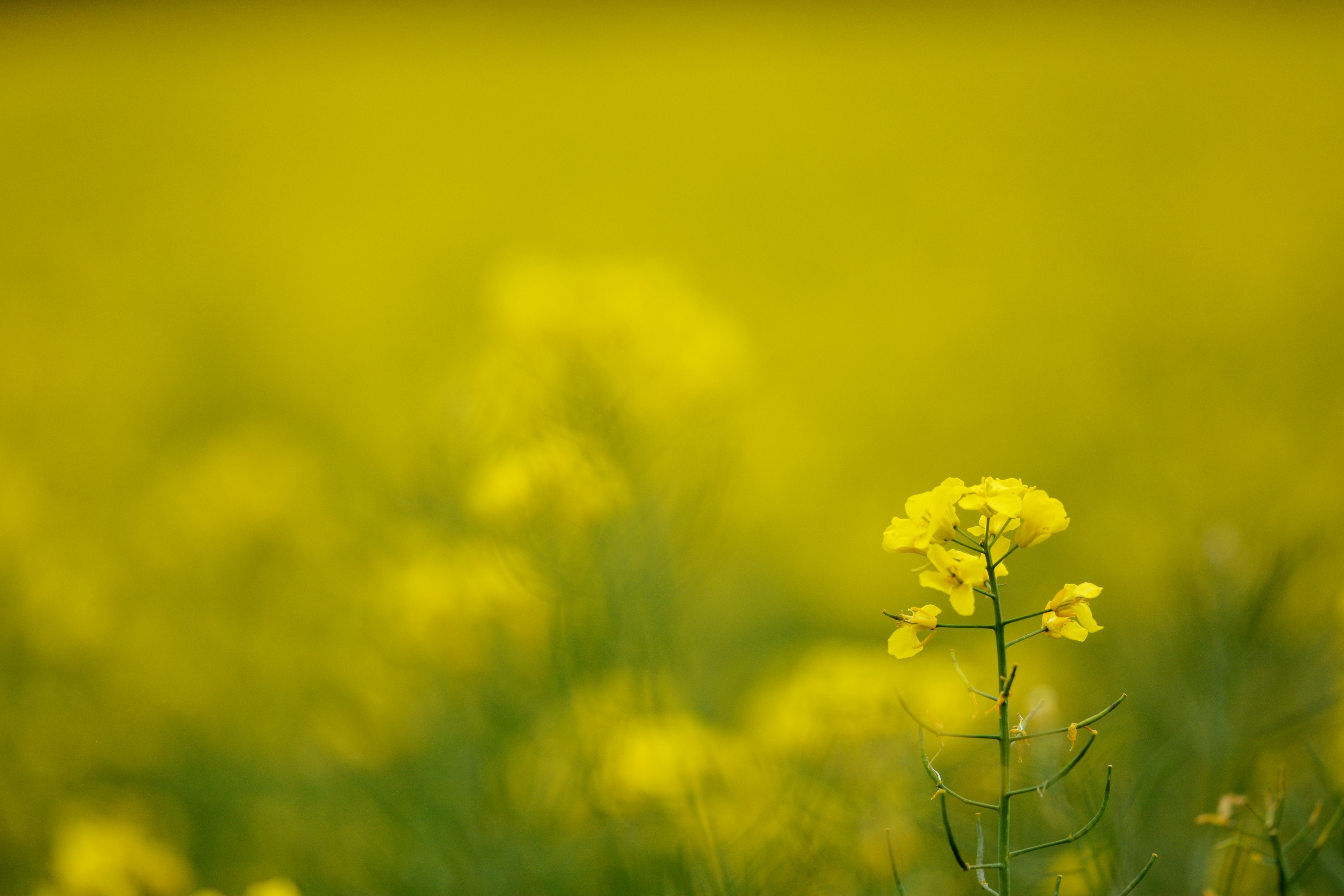
Ölsaaten wie Raps (s. Bild) werden weltweit gehandelt
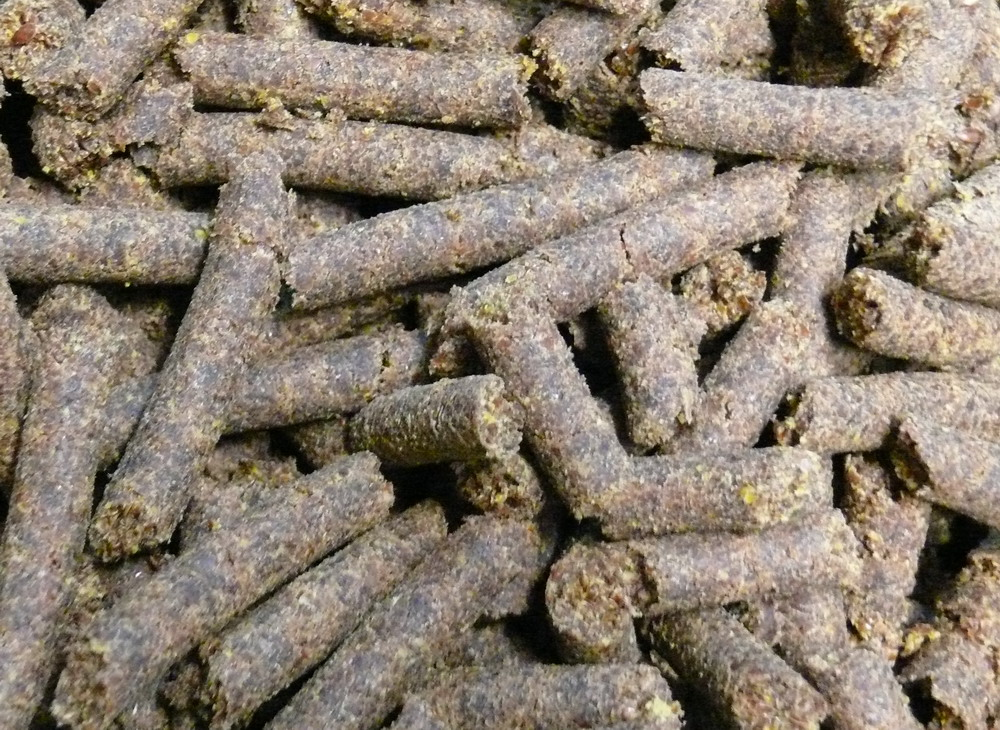
Futtermittel sind Betriebsmittel für die Landwirtschaft
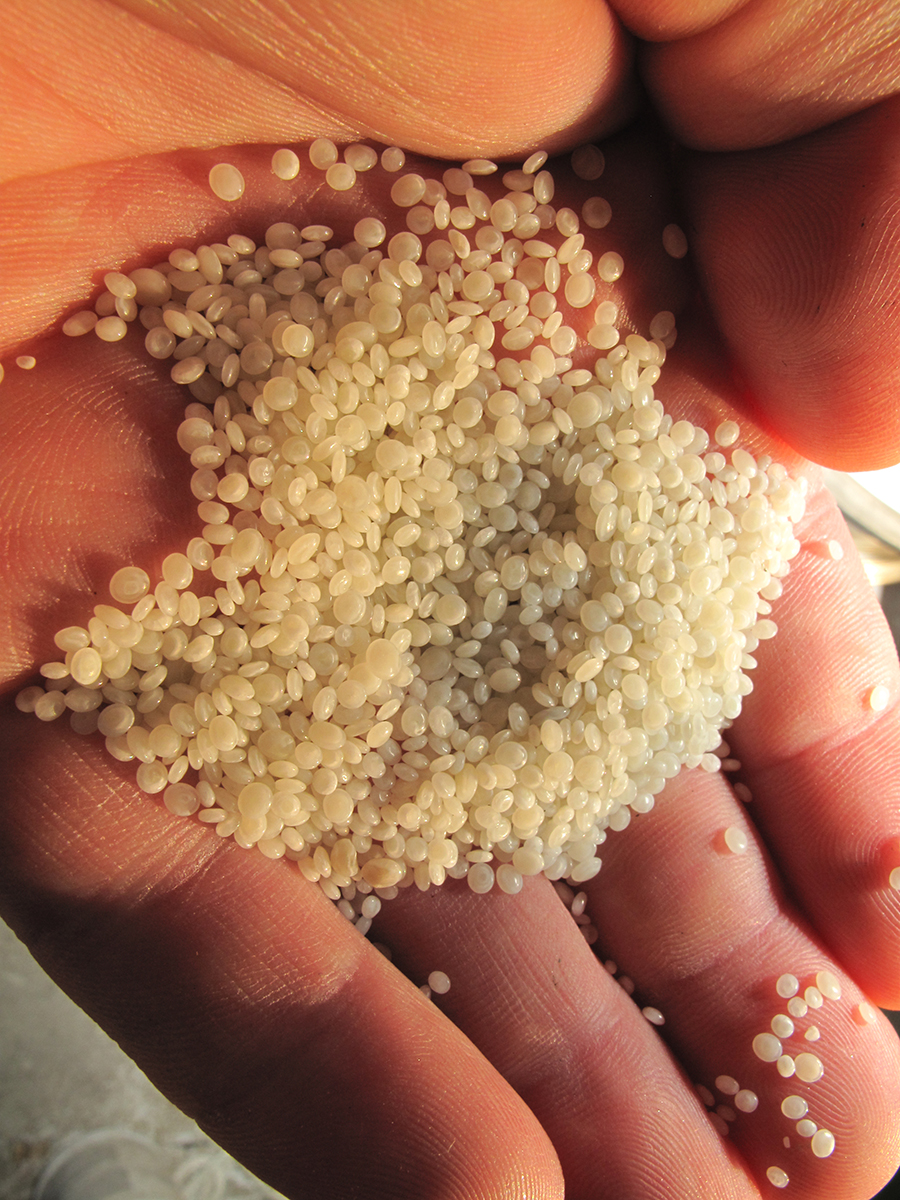
Dünger ist ein wichtiges Betriebsmittel
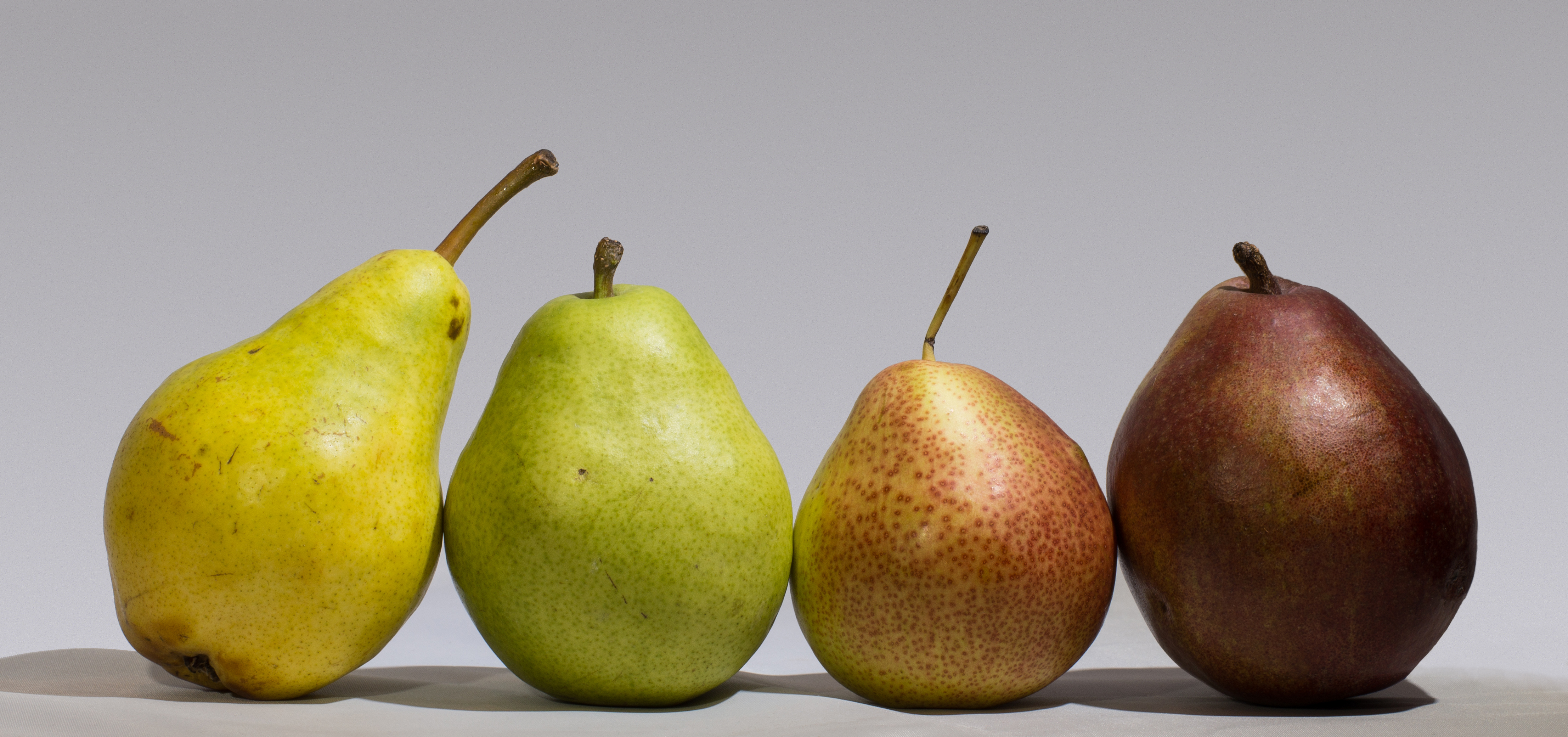
Exportware Äpfel und Birnen
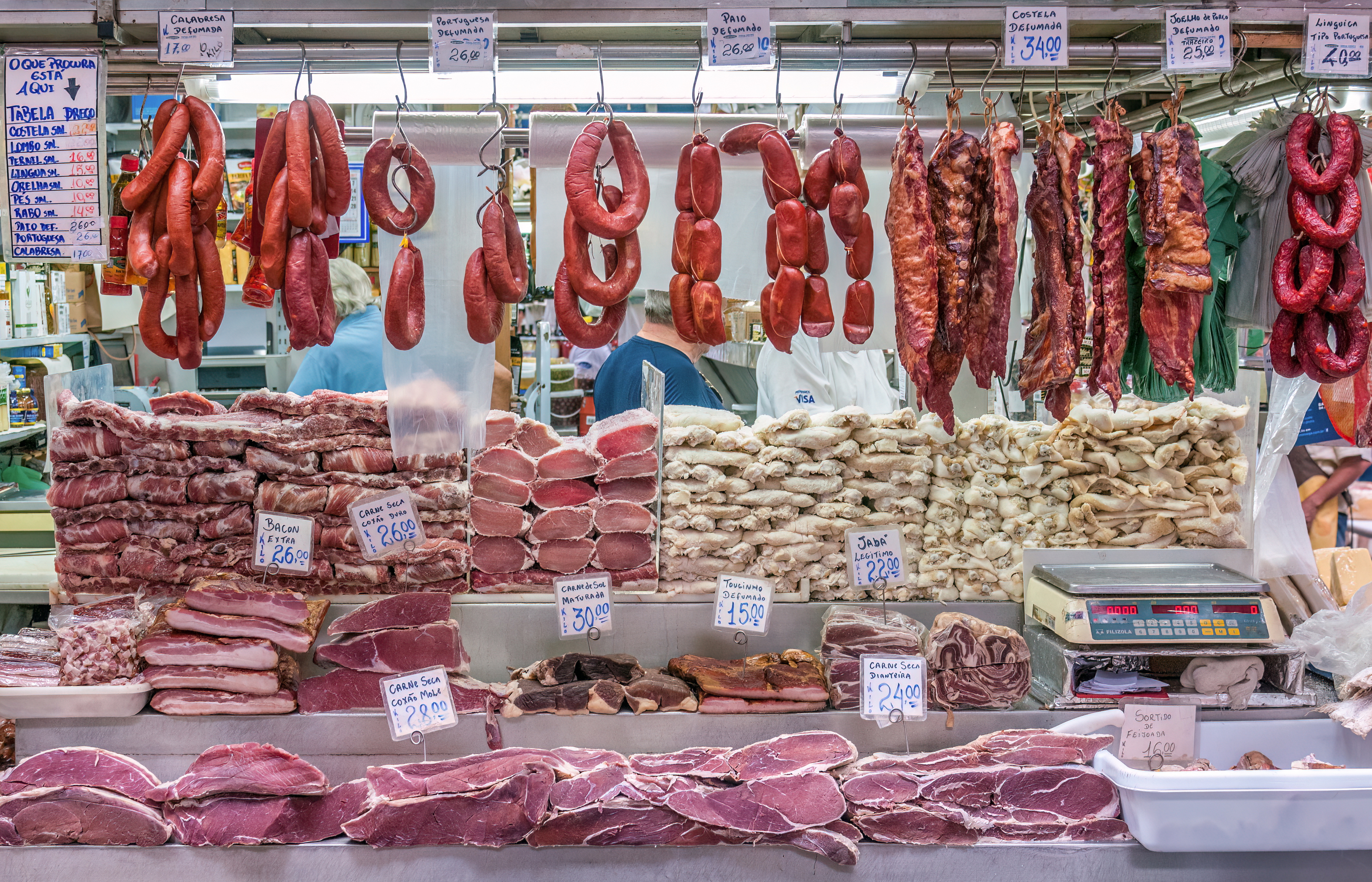
Wurstwaren gehören zu den verarbeiteten Gütern der Ernährungsindustrie. Bild:São Paulo, Brasilien

### Bindeglied agrarische Wertschöpfungskette

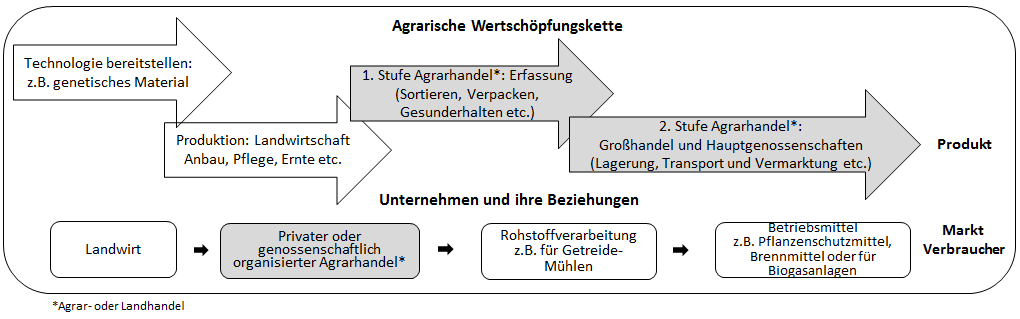
Wertschöpfungskette Agrarhandel

Der Agrarhandel ist ein Bindeglied innerhalb der agrarischen Wertschöpfungskette. Er besitzt eine Doppelfunktion sowohl als Absatzmittler, beispielsweise im Getreidegeschäft als auch in Form eines Dienstleisters im Bezugsgeschäft landwirtschaftlicher Produkte.
Diese Doppelfunktion entwickelte sich insbesondere im 19. Jahrhundert. Der Handel mit Agrarprodukten nimmt neben der Raum- und Zeitüberbrückung auch einen Qualitäts- und Mengenausgleich innerhalb der agrarischen Wertschöpfungskette vor, s. Arbeitsprozesse im Landhandel.
Unternehmen die innerhalb eines Binnenmarktes oder weltweit Agrarhandel betreiben, sind in der Regel Großhandelsunternehmen. Agrarhandelsunternehmen die keine Großhandelsunternehmen sind und Einzelhandelsfunktionen besitzen, zeichneten sich bisher stärker durch einen engen Bezug zur Landwirtschaft aus, siehe Landhandel. Durch den Strukturwandel im Agrarhandel mit einer Konzentration auf größere Unternehmenszusammenschlüsse verschwinden diese Unterschiede zunehmend. D.h., auch Agrarhandelsunternehmen der Großhandelsstufe treten beispielsweise zunehmend direkt mit den Landwirten in Verbindung.
Den Agrarhandel als Bindeglied innerhalb der agrarischen Wertschöpfungskette berühren daher auch Themen der vor- und nachgelagerten Stufen wie beispielsweise Strukturveränderungen in der Landwirtschaft, Klima- oder Umweltfragen oder das Tierwohl in der Lebensmittelproduktion. Durch seine Ausgleichsfunktion als zwischengeschaltete Stufe zwischen Anbieter und Abnehmer kommt dem Agrarhandel immer größere Bedeutung zu, beispielsweise auch vor dem Hintergrund des Hungers in der Welt. „Hunger und Unterernährung bestehen nicht, weil Nahrungsmittel knapp sind, sondern weil sie nicht immer dort verfügbar sind, wo sie benötigt werden.“ Eine Ausweitung des Agrarhandels, beispielsweise auch durch die fortschreitende Digitalisierung und damit zunehmende weltweite Vernetzung, fördert Prozesse einer weltweiten Arbeitsteilung und könnte dafür sorgen, dass Regionen, bei denen bestimmte Nahrungsmittel knapp sind, besser versorgt werden.

### Qualitätssicherung
Die Qualitätssicherung der gehandelten Agrarprodukte regeln zum einen gesetzlich verankerte Richtlinien wie beispielsweise die EU-Verordnung über Qualitätsregelungen für Agrarerzeugnisse und Lebensmittel als auch durch den Agrarhandel selber eingeführte Kontrollsysteme. Diese Qualitätssicherungssysteme formulieren Standards bezüglich Hygiene und Sicherheit durch bestimmte Anforderungen an Transport, Aufnahme, Lagerhaltung und Rückverfolgbarkeit. Dazu zählen beispielsweise das 1999 eingeführte Europäische Getreidemonitoring (EGM), die Richtlinien zur Qualitätssicherung der Produktionsabläufe oder der Europäische Kodex der guten Handelspraxis (GTP), den COCERAL, der europäische Dachverband des Handels mit Getreide, Futtermittel und anderen Agrarprodukten, erarbeitet hat. Das GTP-Sicherheitskonzept gilt für die gesamte europäische Handels- und Logistik-Kette der Lebens- und Futtermittelbranche. Der Kodex beinhaltet Vorgaben in der Futter- und Lebensmittelsicherheit und deckt insbesondere die Nahrungsmittelkette im Bereich Getreide und Ölsaaten ab. Das Konzept ist vom Bundesamt für Landwirtschaft und Ernährung (BLE) als Branchenleitlinie anerkannt.

### Risikoabsicherung
Die Produktion der Agrarrohstoffe ist saisonal abhängig und das Angebot unterliegt jährlichen Schwankungen, beispielsweise aufgrund von Wetterextremen wie starken Niederschlägen oder Dürreperioden. Mit zunehmender Volatilität (Preisschwankungen) gewinnt das Risikomanagement an Bedeutung. Immer öfter fordern beispielsweise auch finanzierende Banken im Agrarhandel ein entsprechendes Risikomanagement zur Unternehmenseinstufung bei der Kreditvergabe. Handelssysteme wie Warenterminbörsen oder Vorkontrakte geben Landwirten, Handel und Verarbeitern Möglichkeiten der Preisabsicherung.
Finanzmarkt-Vorschriften sollen Spekulationen mit Agrarrohstoffen und Nahrungsmitteln verhindern, wie beispielsweise die Finanzmarktrichtlinie (MiFID). Wissenschaftliche Analysen deuten allerdings darauf hin, dass Spekulationen nicht den Einfluss auf das Preisgeschehen am Weltmarkt haben, der ihnen zugeschrieben wird. Demnach bestimmen den Handel in erster Linie grundlegende Trends bei Nachfrage und Angebot und die oben aufgeführten Rahmenbedingungen der Rohstoffgewinnung.
Die Agrarterminmärkte haben eine wichtige Bedeutung für die Preisbildungsmechanismen auf Kassamärkten. Beim Handel mit Agrarrohstoffen, wie Getreide, Ölsaaten sind auch Vorkontrakte weit verbreitet. Der Landwirt sichert sich damit für einen Teil der zukünftigen Ernte bereits vorher einen festen Forward oder an einen Index gekoppelten Preis (Prämienkontrakt). Diese Form der bilateralen Geschäfte werden nicht über eine Handelsplattform abgewickelt.

## Strukturen und Handelsströme

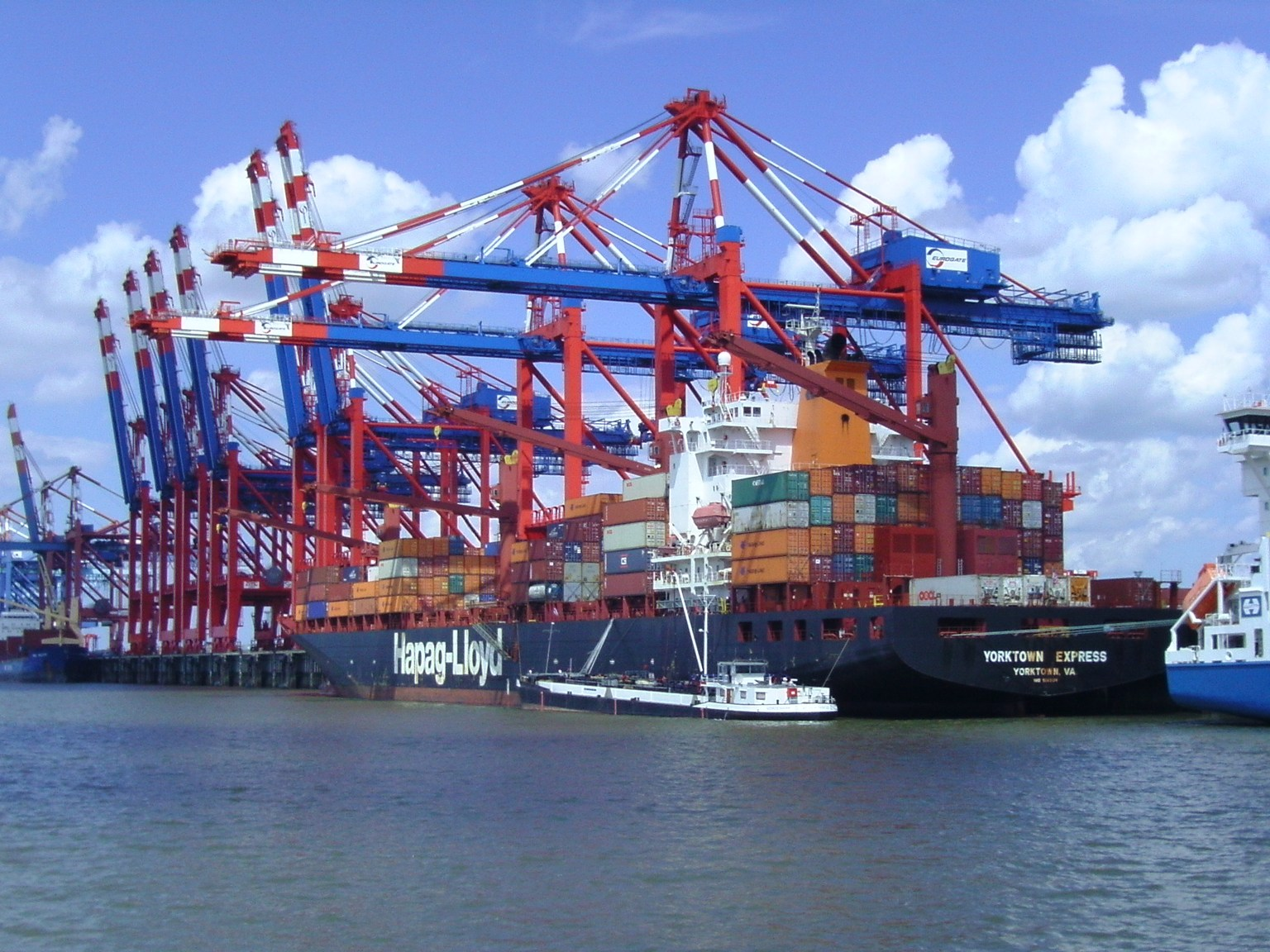
Agrarprodukte werden mit ähnlichen Containern weltweit verschifft (Bild: Containerschiff Yorktown Express am Container-Terminal in Bremerhaven)

In den letzten Jahrzehnten wurde eine Vielzahl von bilateralen und multilateralen Freihandelsabkommen geschlossen. Die wichtigsten multilateralen Abkommen finden sich derzeit unter dem Dach der Welthandelsorganisation WTO, die mehr als 160 Mitgliedsländer hat und damit eine globale Organisation ist. Vorläufer der WTO war das General Agreement on Tariffs and Trade – abgekürzt GATT. Damit wurde nach dem Zweiten Weltkrieg versucht, Zölle weltweit deutlich abzubauen. Handelsabkommen gehen häufig über den reinen Warenhandel hinaus und umfassen auch nicht-tarifäre Aspekte (z. B. Handelsbürokratie wie Anträge, Lizenzen, Anmeldungen, diskriminierende oder unverhältnismäßige sicherheits-, umwelt- oder gesundheitsbezogene Vorschriften für Produkte oder mengenmäßige Beschränkungen).
| Rang         | Produkte                          | Import | Rang | Produkte                          | Export |
| ------------ | --------------------------------- | ------ | ---- | --------------------------------- | ------ |
| in Mrd. Euro |                                   |        |      |                                   |        |
| 1            | Ölsaaten- u. -produkte            | 8,4    | 1    | Getreide, -erzeugnisse, Backwaren | 9,1    |
| 2            | Fleisch u. -erzeugnisse           | 6,9    | 2    | Fleisch u. -erzeugnisse           | 9,0    |
| 3            | Milch u. -erzeugnisse             | 6,2    | 3    | Milch u. -erzeugnisse             | 8,7    |
| 4            | Getreide, -erzeugnisse, Backwaren | 5,9    | 4    | Kakao u. -erzeugnisse             | 4,7    |
| 5            | Frischobst, Südfrüchte            | 5,3    |      |                                   |        |

Handelspolitik liegt nach wie vor in der Zuständigkeit der einzelnen Nationalstaaten als auch der EU. Es existieren eine Vielzahl bilateraler Handelsabkommen die auch den Agrarhandel mit einschließen. Verhandlungen auf EU-Ebene werden vorwiegend von der EU-Kommission geführt. Diese konsultiert in den Abstimmungsverfahren die einzelnen EU-Mitgliedstaaten. Die wichtigsten internationalen Abkommen werden meist innerhalb der WTO ausgehandelt.

### Agrarhandel im EU-Binnenmarkt
Die Handelsbilanz aus 2014 zeigt, dass die EU-28 weltweit der größte Binnenmarkt ist. 2014 lag der Anteil der Agrarexporte aller Mitgliedstaaten in andere EU-Länder bei 73 %.
Zu den größten Agrarproduzenten in der EU zählen Frankreich und Deutschland, danach das Vereinigte Königreich, Spanien und Italien. Deutschlands wichtigste Partner im Agraraußenhandel sind die Länder der EU. 76 % der gesamten Agrarausfuhren gingen 2015 in EU-Partnerstaaten und knapp 24 % in Drittländer. Auch stammen 68 % der Einfuhren aus der EU. Die deutsche Landwirtschaft erzielt mit Stand 2015 insgesamt mehr als 25 % ihrer Verkaufserlöse aus dem Agrarexport. An erster Stelle bei den Ausfuhren steht wie in den Vorjahren Frankreich mit 12 % (5,7 Mrd. Euro) und Italien mit 11 % (5,2 Mrd. Euro).
Die folgende Tabelle zeigt die fünf größten Getreide-Produzenten innerhalb der EU:

Die Länder der EU-28 bilden weltweit den größten Binnenmarkt

| Länder      | 2014     | 2015      | 2016      |
| ----------- | -------- | --------- | --------- |
| EU-28       | :        | 57.431,61 | :         |
| Frankreich  | 9,591.69 | 9,575.54  | 9,545.04  |
| Polen       | 7,485.00 | 7,511.80  | 7,542.10  |
| Deutschland | 6,468.60 | 350.40    | 6,355.70  |
| Spanien     | 6,313.11 | 6,195.86  | 6,228.52* |
| Rumänien    | 5,443.97 | 5,466.47  | 5,206.28  |
| Italien     | 3,392.95 | 3,048.18  | 3,213.62  |

(*=vorläufig)

### Agrarhandel in der EU-Außenwirtschaft
Die EU ist im Jahr 2016 mit einem Anteil von 15,9 % am Welthandel (Export und ohne Anteil EU-Binnenhandel) einer der größten Exporteure der Welt. Der Anteil Chinas am Welthandel lag bei 16,5 % und der Anteil der USA bei entsprechend 11,4 %. Die EU-Importe hatten 2014 einen Anteil am Welthandel von 15,5 % (USA 16,6 %, China 13,5 %). Beispielsweise lag der Exportanteil an Weizen in der Weltproduktion zwischen 2013 und 2015 lag bei Weizen im Durchschnitt bei 21,9 % und bei Ölsaaten 31,2 %.
Verhandlungspartner der EU sind traditionelle Handelspartner und Wettbewerber unter den Industrieländern. Die wichtigsten EU-Handelspartner sind bei den Ausfuhren USA, China und die Schweiz. Bei den Einfuhren sind es China, USA und Russland.
| Länder                                             | Einfuhr | Ausfuhr | Saldo  | Einfuhr | Ausfuhr | Saldo |
| -------------------------------------------------- | ------- | ------- | ------ | ------- | ------- | ----- |
| Drittländer, insgesamt                             |         |         |        |         |         |       |
| 2014                                               | 1.692,2 | 1.702   | 10,7   | 104,2   | 121,9   | 17,7  |
| 2015                                               | 1.727,0 | 1.789,3 | 62,2   | 113,3   | 129,2   | 16,0  |
| %-Veränd. gegen Vorjahr                            | 2,1     | 5,1     |        | 8,7     | 6,0     |       |
| USA                                                |         |         |        |         |         |       |
| 2014                                               | 209,3   | 311,6   | 102,2  | 10,3    | 16,4    | 6,0   |
| 2015                                               | 249,1   | 371,2   | 122,1  | 12,0    | 19,4    | 7,4   |
| %-Veränd. gegen Vorjahr                            | 19,0    | 19,1    |        | 15,8    | 18,5    |       |
| Russland                                           |         |         |        |         |         |       |
| 2014                                               | 182,4   | 103,2   | −79,2  | 1,5     | 9,1     | 7,6   |
| 2015                                               | 136,1   | 73,7    | −62,4  | 1,4     | 5,64    | 4,1   |
| %-Veränd. gegen Vorjahr                            | −25,4   | −28,4   |        | −5,4    | −38,6   |       |
| China                                              |         |         |        |         |         |       |
| 2014                                               | 302,1   | 164,6   | −137,5 | 4,7     | 7,4     | 2,8   |
| 2015                                               | 350,6   | 170,3   | −180,2 | 5,2     | 10,3    | 5,2   |
| %-Veränd. gegen Vorjahr                            | 16,0    | 3,5     |        | 10,6    | 39,0    |       |
| Entwicklungs- und Schwellenländer (FAO-Definition) |         |         |        |         |         |       |
| 2014                                               | 961,4   | 881,4   | −80,0  | 73,9    | 64,5    | −9,3  |
| 2015                                               | 1007,9  | 928,5   | −79,4  | 79,9    | 71,3    | −8,5  |
| %-Veränd. gegen Vorjahr                            | 4,8     | 5,3     |        | 8,1     | 10,5    |       |

Hauptverhandlungsziel der EU sind Abkommen mit Schwellenländern und beispielsweise auch den Least Developed Countries (LDC, deutsch am wenigsten entwickelte Länder). Bei letzteren soll ein vereinfachter Zugang zum EU-Markt ermöglicht werden. Diese Länder schützen ihre Märkte häufig noch mit hohen Zöllen und nicht-tarifären Handelsschranken. Die am wenigsten entwickelten Länder erhalten in der EU unabhängig davon, vollständig zoll- und quotenfreien Marktzugang für ihre Waren. Schutzzölle fallen in den Bereich der Agrarsubventionen.
In Kraft sind Abkommen mit den AKP-Staaten (Afrikanischen, Karibischen und Pazifischen Ländern und Regionen). Mit Kanada, Vietnam, Singapur und weiteren Staaten sind die Verhandlungen abgeschlossen und müssen ratifiziert werden. Die EU-Außenhandelsbilanz bei Agrar- und Ernährungsgütern war 2013 und 2014 ausgeglichen und betrug jeweils rund 118 Mrd. Euro.
Nach Angaben des Bundeslandwirtschaftsministeriums (BMEL) stiegen die Ausfuhren von Gütern der Agrar- und Ernährungswirtschaft in Drittländer (…) im letzten Jahr um rund 1 Mrd. Euro auf 16,2 Mrd. Euro. Der Anstieg fiel mit 6,5 % deutlich höher aus als der des Intrahandels. Bis 2012 war Russland wichtigstes Zielland deutscher Agrarausfuhren in Drittländer. Aufgrund der Handelsbeschränkungen steht Russland derzeit nur noch an fünfter Stelle unter den Drittländern. Rund ein Viertel der deutschen Agrarausfuhren gingen nach den Zahlen des BMEL an Drittländer. Zehn Jahre früher lag der Anteil der Agrarausfuhren in Drittländer bei gerade mal 16,9 %. Die wichtigsten Länder für den deutschen Außenhandel außerhalb der EU war im Jahr 2015 an erster Stelle die Schweiz (1,8 Mrd. Euro), gefolgt von den USA (1,7 Mrd. Euro). Eine deutliche Zunahme im Außenhandel zeigt sich beim Export nach Saudi-Arabien (+ 56,9 %) und in die Volksrepublik China (+ 45,3 %). Diese Länder liegen damit an dritter und vierter Stelle der wichtigsten Drittländer. 2015 lag der Wert der Agrarausfuhren in die Volksrepublik China etwa 27-mal höher als 10 Jahre zuvor.
73 % der deutschen Agrarimporte aus Nicht-EU-Ländern stammen aus einem Entwicklungsland oder Schwellenland. Bei der Warenstruktur handelt es sich bei den Exporten zu einem sehr großen Anteil um Ernährungsgüter, darunter zum Teil hoch verarbeitete Erzeugnisse. Unverarbeitete Agrarerzeugnisse wie beispielsweise Getreide haben nur noch einen Anteil von etwa 10 % am Exportwert.

### Internationaler Agrarhandel
Die Agrarhandelsmärkte prägen eine zunehmende Liberalisierung und Ausweitung des internationalen Handels, Expansion ausländischer Direktinvestitionen und grenzüberschreitende Finanzströme. Das schlägt sich auch in internationalen Handelsabkommen nieder. Im Rahmen der Globalisierung übernimmt der internationale Agrarhandel zunehmend einen Mengenausgleich, beispielsweise zwischen Mitteleuropäischen wetterbedingten Gunststandorten und Regionen mit starkem Bevölkerungswachstum oder Krisenregionen. Demzufolge hat der grenzüberschreitende Handel in den vergangenen dreißig Jahren deutlich zugenommen. Nach Angaben des Johann Heinrich von Thünen-Institut, Bundesforschungsinstitut für Ländliche Räume, Wald und Fischerei wird „heute verglichen mit 1960 weltweit die dreifache Menge von Agrarprodukten erzeugt aber die sechsfache gehandelt“. Auch vertieft die Globalisierung der Wirtschafts- und Handelsbeziehungen der vergangenen Jahrzehnte die globale Arbeitsteilung.
Ein wesentlicher Indikator zur Erklärung der internationalen Wirtschaftsentwicklungen ist der Vergleich zwischen Welthandel und Weltsozialprodukt. Bis zur Finanz- und Wirtschaftskrise 2008 ist der Welthandel im Durchschnitt doppelt so schnell gewachsen wie die Weltproduktion, nicht zuletzt aufgrund einer ständig steigenden Anzahl neuer Akteure. Beispielsweise lag zwischen 1990 und 2000 der jährliche Wertzuwachs bei den weltweiten Exporten bei durchschnittlich 6 %.
Die nachfolgende Tabelle zeigt die 20 größten Weizen-Produzenten weltweit.
Insgesamt produzieren sie 85,1 % der Gesamtmenge.
| Rang | Land                | Menge (in t) |    | Rang                   | Land         | Menge (in t) |
| ---- | ------------------- | ------------ | -- | ---------------------- | ------------ | ------------ |
| 1    | Volksrepublik China | 126.208.400  | 11 | Türkei                 | 19.000.000   |              |
| 2    | Indien              | 95.850.000   | 12 | Iran                   | 106.000.000* |              |
| 3    | Vereinigte Staaten  | 55.147.120   | 13 | Kasachstan             | 12.996.900   |              |
| 4    | Russland            | 59.711.382   | 14 | Vereinigtes Königreich | 16.606.000   |              |
| 5    | Frankreich          | 38.950.202   | 15 | Polen                  | 11.628.670   |              |
| 6    | Kanada              | 29.280.800   | 16 | Ägypten                | 9.279.804    |              |
| 7    | Deutschland         | 27.784.700   | 17 | Argentinien            | 9.315.049    |              |
| 8    | Pakistan            | 25.979.399   | 18 | Spanien                | 6.471.400    |              |
| 9    | Australien          | 25.303.037   | 19 | Rumänien               | 7.584.814    |              |
| 10   | Ukraine             | 24.113.970   | 20 | Italien                | 7.141.926    |              |
|      | Welt                | 729.012.175  |    |                        |              |              |

(*=geschätzt)

## Geschichte

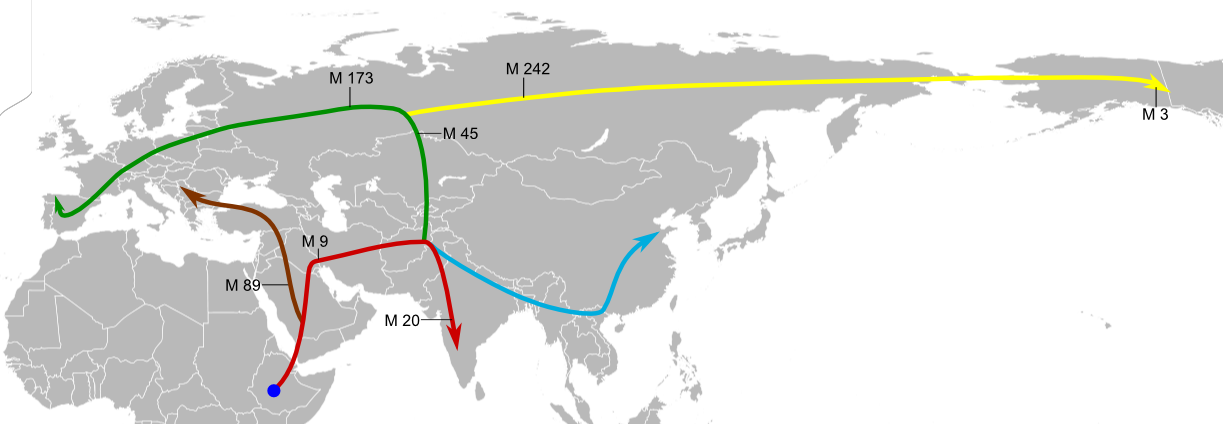
Ausbreitung des Menschen nach Amerika vor rund 40.000 Jahren

Der Handel mit Agrargütern entwickelte sich mit dem Übergang des Menschen als Nomaden lebende Jäger und Sammler hin zur Sesshaftigkeit. Dieser ist gekoppelt an die Bewirtschaftung landwirtschaftlicher Flächen und Tierhaltung zwecks Herstellung, Verarbeitung und Vorratshaltung von Nahrungsmitteln.

### Kolonisation
Die Zeit des Kolonialismus begann mit den spanischen und portugiesischen Entdeckungsfahrten zu Beginn des 16. Jahrhunderts. Mit der Schifffahrt wurden zunächst die Gewürzmärkte erkundet. Insbesondere mit der Entwicklung der Binnenschifffahrt erfuhr der Handel mit agrarischen Gütern einen Schub. Auch andere europäische Länder strebten zunehmend nach Kolonialbesitz. Im 18. und 19. Jahrhundert hatte sich England eine Vormachtstellung über die Weltmeere erobert. Zwischen 1800 und 1913 nahm der Welthandel auf das 25-fache zu und wuchs damit weitaus stärker als die Weltproduktion. Fortschritte in der Schiffstechnik, z. B. das Aufkommen von Dampfschiffen, größere Schiffstypen, Schiffe aus Stahl sowie die Binnenschifffahrt, verbesserte Straßen und die Entwicklung der Eisenbahn machten die Überwindung größerer Strecken möglich.

### 19. – 21. Jahrhundert

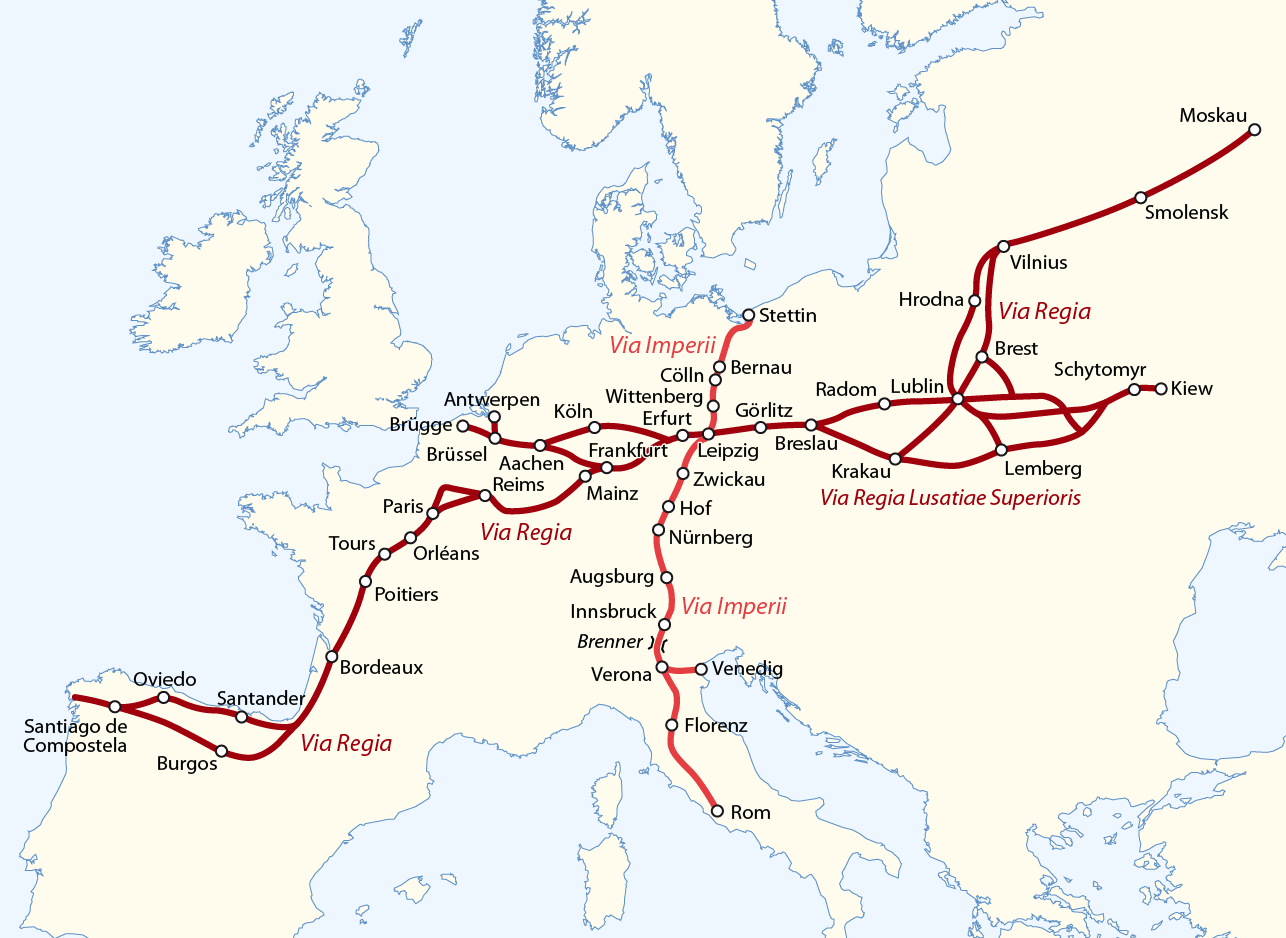
Via Imperii und Via Regia sind alte Handelswege

Die politischen, wirtschaftlichen, technologischen und sozialen Einflüsse des 19. Jahrhunderts und immer wiederkehrende Hungersnöte, gaben der Entwicklung des Agrarhandels innerhalb der agrarwirtschaftlichen Wertschöpfungskette neue Impulse. Der Ausbau der internationalen Transportwege führte zu einem Anstieg des länderübergreifenden Güterverkehrs und beendete weitgehend die Autarkie etwa auf den deutschen Getreidemärkten. Hinzu kam ein Anstieg der Gütermenge, der zum einen auf deutliche Produktivitätssteigerungen in der Landwirtschaft und zum anderen auf die veränderten Ernährungsgewohnheiten, vor allem bedingt durch einen gestiegenen Wohlstand der Bevölkerung zurückgeführt wird. Damit erreichte auch der Agrarhandel für die Landwirtschaft einen neuen Stellenwert.

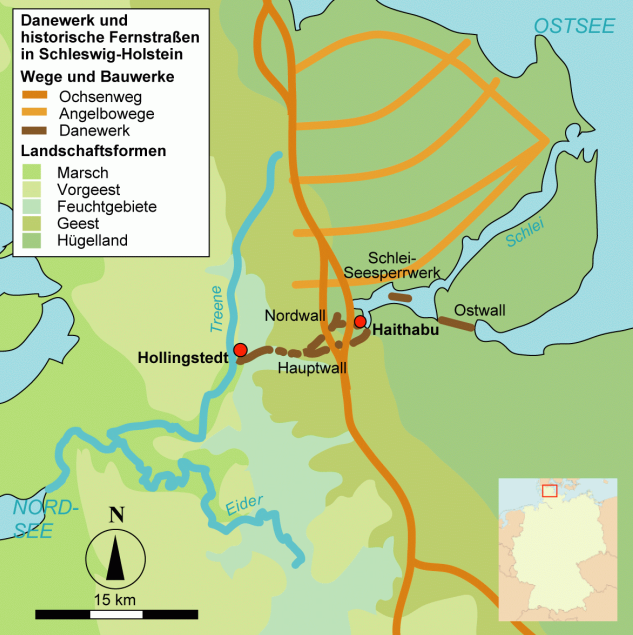
Der Ochsenweg verlief von der Kimbrischen Halbinsel von Viborg in Dänemark bis nach Wedel in Schleswig-Holstein und war vom 16. bis 18. Jahrhundert eine wichtige Trasse für den Viehtrieb.

 Mit dem Aufkommen der Eisenbahn im 20. Jahrhundert wurde es möglich Pferde und Vieh über weite Strecken zu transportieren und sowohl der Viehhandel als auch der Pferdehandel nahmen Aufschwung. Es gab zahlreiche Vieh- und Pferdemärkte, beispielsweise den Pferdemarkt Hedel, den größten Pferdemarkt der Niederlande.
Bis in das 20. Jahrhundert war der internationale Handel, bzw. Außenhandel, durch bilaterale Verträge reguliert, vorrangig geprägt durch Merkantilismus mit hohen Zollabgaben und Beschränkungen für den Außenhandel. Nach dem Zweiten Weltkrieg gab es erste multilaterale Verträge wie das Allgemeine Zoll- und Handelsabkommen (GATT). Die Einrichtung von Welthandelsrunden soll die zunehmend internationalisierten Handelsstrukturen regulieren.
In den Jahren nach dem Zweiten Weltkrieg war die Versorgungslage in weiten Teilen Europas so dramatisch, dass die Europäische Wirtschaftsgemeinschaft (EWG) und ihre Mitglieder, heute Europäische Union (EU), 1958 die Gemeinsame Agrarpolitik (GAP) begründeten. Ziel war die ausreichende Versorgung der Bevölkerung mit preiswerten Nahrungsmitteln und eine Verminderung der Abhängigkeit vom Import. 1992 wurde der Agrarsektor erstmals in das Welthandelssystem einbezogen.
Die Uruguay-Runde des GATT wurde 1993 abgeschlossen und bezog den Agrarhandel stärker in das GATT-Regelwerk ein. Reduzierung der internen Stützung, Zollabbau und Abbau von Exportsubventionen waren die Verpflichtungen, die die EU damals eingegangen ist. In der Folge ist der EU-Agrarhandel nach Abbau von tarifären Importhindernissen und nach der Abschaffung von Exportsubventionen, mittlerweile weitgehend liberalisiert. Der internationale Agrarhandel ist aber teilweise noch immer durch nichttarifäre Handelshemmnisse reguliert.
Die 2001 in Doha begonnene WTO-Runde ist noch nicht abgeschlossen und wird regelmäßig weitergeführt, zuletzt im Dezember 2015 in Nairobi.